# Unanimidad
La unanimidad (del latín unanimitate, unanimĭtas) es un acuerdo y consenso hecho por todas las personas en una situación dada sin discrepancia. Los grupos pueden considerar decisiones unánimes en señal de acuerdo, la solidaridad y la unidad. La unanimidad puede asumir explícitamente después de una votación unánime o implícitamente por la falta de objeciones. Esto no significa necesariamente uniformidad. Hay casos donde hay unanimidad de votos y se expresan instantáneamente y con cierta explosión de júbilo lo cual puede tener lugar en ciertas ocasiones en los cuerpos políticos deliberantes, como por ejemplo, cámaras o asambleas, en las academias o corporaciones científicas y literarias, etc.

## Votaciones

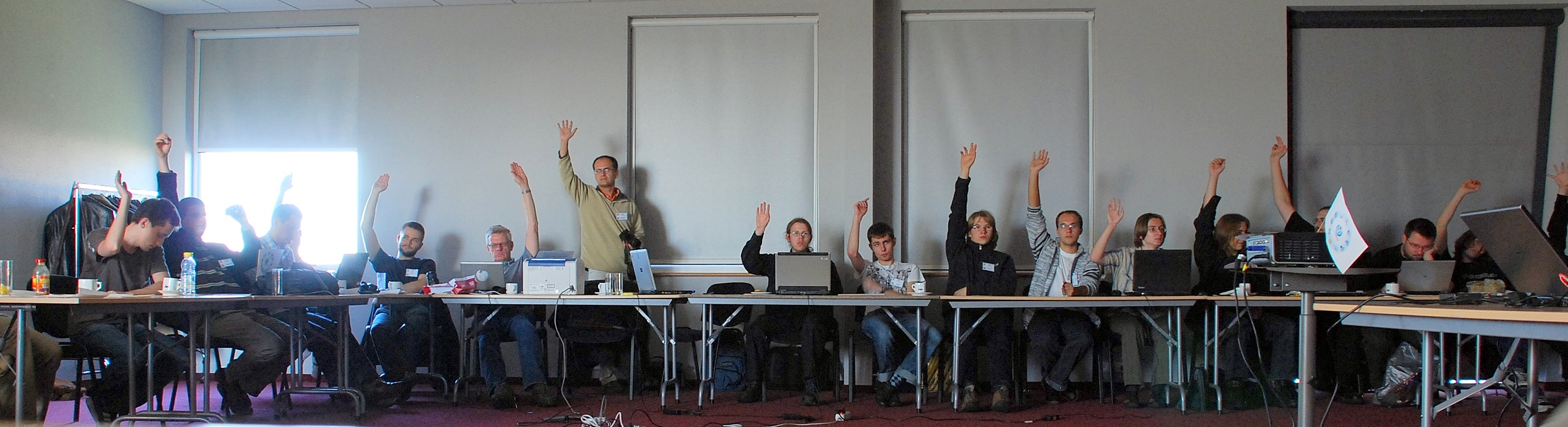
Una votación unánime.

Cuando una decisión es unánime, todo el mundo está imbuido del mismo espíritu y actúan juntos como un todo indiferenciado. Muchos grupos consideran a las decisiones unánimes como una señal de concordancia, de solidaridad y unidad. Las decisiones unánimes o aparentemente unánimes también tienen desventajas, que pueden ser síntomas de parcialidad sistémica, un proceso defectuoso, un clima de miedo a expresarse, la falta de creatividad del grupo para proponer alternativas o incluso la falta de coraje para avanzar por una línea que puede conducir a una solución extrema que no alcanza el consenso unánime.

### Abstenciones
En algunas votaciones por unanimidad, las abstenciones no impiden que se adopten las decisiones. La práctica varía en cuanto a si un voto puede considerarse unánime si algunos votantes se abstienen. En las Reglas de Orden de Robert, un "voto unánime" no se define específicamente, a pesar de que la abstención no se cuenta como un voto, independientemente del umbral de votación. También en este libro, la acción podría ser tomada por "consentimiento unánime", o "consentimiento general", si no hay objeciones. Sin embargo, el consentimiento unánime puede no ser necesariamente el mismo que un voto unánime. En cualquier caso, no tiene en cuenta a los miembros que no estaban presentes.
Una resolución del Consejo de Seguridad de las Naciones Unidas no se considera «unánime» si un miembro se abstiene. La Unión Europea en el Tratado de Ámsterdam introdujo el concepto de «abstención constructiva», donde un miembro puede abstenerse en una votación en la que se requiere la unanimidad sin bloquear así el éxito de los votos. Con ello se pretende permitir que los estados retengan simbólicamente el rechazo sin paralizar la toma de decisiones.

### Unipartidismo y dictaduras
En los estados de unipartidistas pueden restringir a nominados a uno por escaño en las elecciones y utilizar el voto obligatorio o fraude electoral para crear una impresión de unanimidad popular. Las elecciones parlamentarias de Corea del Norte de 1962 reportaron una participación del 100% y una votación 100% por el Partido del Trabajo de Corea. Generalmente, de acuerdo con la información oficial de Corea del Norte, el porcentaje de votantes es cercano al 100% y la aprobación de los candidatos del Frente Democrático para la Reunificación de la Patria es prácticamente unánime.
El 100% de los votos también han sido reclamados por Ahmed Sékou Touré en Guinea en 1975 y 1982, Félix Houphouët-Boigny de Costa de Marfil en 1985, y Saddam Hussein en Irak en 2002.

### Jurados
En el ámbito de los tribunales de jurados, el sistema federal y el de muchos estados de Estados Unidos exigen que los veredictos sean unánimes. Por ejemplo, el artículo 21 de la Declaración de Derechos de la Constitución del estado de Maryland indica la necesidad de la unanimidad del jurado para una constatación de culpabilidad.
La Corte Suprema de Estados Unidos dictaminó en el Caso Apodaca contra Oregón que la cláusula de debido proceso de la decimocuarta enmienda no requiere unanimidad de jurado en los tribunales del estado, con un voto razonado que la sexta enmienda a la Constitución exige unanimidad para un veredicto de culpabilidad en un juicio por jurado en el tribunal federal.
En Inglaterra y Gales, desde la ley de jurados de 1974, podrá ser devuelto un veredicto de culpabilidad donde discrepen no más de dos miembros del jurado.

### Otros casos
El Consejo de la Unión Europea debe votar por unanimidad la política exterior y de seguridad común, la concesión de nuevos derechos a los ciudadanos de la Unión Europea, adhesión de nuevos Estados miembros, la armonización de las legislaciones nacionales sobre fiscalidad indirecta, los recursos propios, disposiciones en el ámbito de la justicia, armonización de las legislaciones nacionales en el ámbito de la seguridad social y de la protección social, entre otros.